# Карл Крістіан Оксеніус
Карл Крістіан Оксеніус (9 березня 1830 — 9 грудня 1906) — німецький геолог та гірничий інженер, який багато працював у Південній Америці. Він прийшов із «теорією брусків», щоб пояснити структуру відкладень солі та гіпсу.

## Життєпис
Оксеніус народився в Касселі, де його батько працював у суді. Здобувши освіту в гімназії, він вступив до політехніки, щоб вивчати гірничу справу та геологію. За рекомендацією Роберта Бунзена він приєднався до експедиції до Чилі в 1851 році разом з Рудольфом Амандусом Філіппі та залишився там для вивчення родовищ корисних копалин. Він працював у Чилі до 1869 року. У цей період він також збирав зразки природної історії , і кілька видів були названі на його честь, включаючи жука Ceroglossus ochsenii та рослину Abutilon ochsenii. Він також відвідав Північну Африку в 1866 році та Італію в 1869 році. Він служив німецьким консулом у Перу та Чилі в 1874 році. Він втратив свої заощадження, коли банк, у який він інвестував, збанкрутував. З 1871 року він оселився в Марбурзі, а в 1879 році одружився з Луїзою Рау фон Гольцгаузен.

## Праці
Його основною працею стала Die Bildung der Steinsalzlager und ihrer Mutterlaugensalze (1877), в якій він припустив, що соляні відкладення утворилися в лагунах, відокремлених від океану перегородками. У 1884 році він отримав ступінь почесного доктора Марбурзького університету. 